# The Bell Curve
«Колоколообразная кривая: Интеллект и классовая структура американского общества» (англ. The Bell Curve: Intelligence and Class Structure in American Life) — книга, написанная в 1994 году американскими психологом Ричардом Херрнстайном и политологом Чарльзом Мюрреем.

## Содержание
Основные тезисы книги утверждают, что на формирование интеллекта человека оказывают значительное влияние наследственность и непосредственное окружение, а также что уровень интеллекта позволяет лучше прогнозировать многие параметры биографии личности, в том числе уровень доходов, карьерный рост, законопослушность и семейное благополучие, чем социоэкономический статус родителей или уровень образования. В книге также утверждается, что люди с высоким интеллектом, «интеллектуальная элита», постепенно отдаляются от людей со средним и ниже среднего интеллектом.

## Отзывы
Реакция на книгу была противоречивой, особенно на страницы, где Херрнстайн и Мюррей писали о статистически значимых расовых различиях в уровне интеллекта и обсуждали возможные причины и следствия этих результатов. Некоторые средства массовой информации приписывали авторам утверждение, что этнические различия в интеллекте обусловлены генами. В 13 главе написано «Нам представляется весьма вероятным, что на расовые различия в интеллекте оказывают влияние как факторы окружения, так и генетические». Во вступлении к главе формулировка более осторожна: «Дискуссия о том, в какой мере гены и среда оказывают влияние на этнические различия, остаётся открытой».
Название книги происходит от английского названия графика нормального распределения, которому, в частности, подчиняется и статистика распределения уровня интеллекта по мнению авторов.

### Обвинения в расизме
Так как книга приводила статистические данные, утверждавшие, что чернокожие люди в среднем менее умны, чем белые, некоторые боялись, что The Bell Curve может использоваться экстремистами для оправдания геноцида и преступлений на почве ненависти. Многие работы, используемые в качестве источников в The Bell Curve, были проспонсированы организацией Pioneer Fund, занимающейся продвижением научного расизма. Мюррей отверг характеристику Pioneer Fund как расистской организации, утверждая, что она имеет такое же отношение к её основателю, как «Генри Форд к сегодняшнему „Фонду Форда“».
Эволюционный биолог Джозеф Л. Грейвс (англ. Joseph L. Graves) описал The Bell Curve как пример расистской науки, содержащей все типы ошибок в применении научного метода, характеризующие всю историю научного расизма:
1. утверждения, не поддерживаемые приведёнными данными;
2. ошибки в расчётах, которые неизменно подтверждают гипотезу;
3. никаких упоминаний о данных, противоречащих гипотезе;
4. никаких упоминаний о теориях и данных, противоречащих основным предположениям;
5. смелые политические рекомендации, соответствующие тем, за которые выступают расисты.